# 哈囉掰掰，我是鬼媽媽
《哈囉掰掰，我是鬼媽媽》（韓語：하이바이, 마마!），為韓國tvN於2020年2月22日起播出的週末連續劇，由《從天而降的一億顆星》、《Abyss》的柳濟元導演與《Go Back夫婦》的權慧珠作家合作打造。本劇以因事故過世5年的母親、痛失妻子後努力展開新人生的丈夫，及兩人的孩子為主角，劇情描述成為鬼魂的媽媽為了投胎成人，參加49天的「投胎計劃」的故事。
Netflix於2月22日起全球上線。

## 演員陣容

### 主要人物
| 演員   | 角色   | 介紹 |
| 金泰希 | 車瑜理 | 鋼和的妻子，在五年前、33歲時因車禍去世，是個有著5年鬼齡的媽媽鬼魂，開朗樂觀的性格讓她完全適應了鬼魂的世界。目前她正在京畿道龍仁市寧靜納骨堂的視覺中心活動。以鬼魂身份一直留在女兒身邊守望著，某一天發現因為自己附在一個氣弱孩子的旁邊，使女兒棲旴就看見了鬼魂……，就在她爲了女兒下定決心回到天上的時候，卻突然變成了人，而且還是她生前的樣子。聽說在49天內，她若能恢復原來鋼和的妻子和女兒棲旴的媽媽的位置，就可以重新再次做人。       |
| 李奎炯 | 曹鋼和 | 38歲，東盛大學附設醫院實力派醫生，韓國胸腔科手術界的權威，也是一位對患者充滿熱情的好醫生。同時也是瑜理的丈夫及棲旴的父親，在瑜理過世後獨自扶養孩子，由於無法忘記妻子去世時手術室裡的氣味，因此無法再進行任何的手術，只能做一般的診間治療。而原本個性開朗熱情的鋼和也就此消失，只剩下冷漠不關心任何事的冰冷鋼和。瑜理去世兩年後，他再婚娶了珉貞。突然某一天，過世的瑜理卻活着回來了，看似平靜的5年時光瞬間變成暴風，開始動搖他的人生。 |
| 高甫潔 | 吳珉貞 | 34歲，鋼和的繼室、棲旴的繼母。鋼和是珉貞大學時期的初戀對象。曾是一名護士，現在是熱衷於課外輔導的新媽媽。 |
| 徐宇真 | 曹棲旴 | 鋼和和瑜理的獨生女。胎名小蘿蔔，意思是希望她能在10個月中茁壯成長。但因突如其來的事故，比預定日期提早出生，一出生就失去母親，在新生兒室受到保護。鋼和再婚後，因為年紀還小，所以一開始就把珉貞當作親生母親。 |

### 車瑜理周邊人物
| 演員   | 角色   | 介紹 |
| 朴修榮 | 車茂豐 | 62歲，瑜理的爸爸、鋼和的岳父、棲旴的外公。 瑜理的爸爸和媽媽截然不同，是一個心靈柔弱的人。兩個女兒從小就擔心她們摔著受傷，小心翼翼地拉拔長大。瑜理要出嫁也萬般不捨得，因此當滿心期待著孫女的出世的那一天，珍貴的女兒卻過世了，他的世界也因此而崩塌。送走女兒後，雖然妻子決定不再與孫女棲旴見面，但是，因為實在太想念孫女，因此他每天都會進入珉貞的SNS，唯一的樂趣就是看孫女的照片。 |
| 金美京 | 全銀淑 | 63歲，瑜理的媽媽、鋼和的岳母、棲旴的外婆。 她認為只要自己一個人悲傷就足夠了，所以比誰都希望女婿能夠再婚。在鋼和再婚後便與他斷了聯繫，即使在路上看到他和棲旴也都裝作不認識。認為這樣做對孫女才是最正確的路，也是女兒所希望的方式，更是對大家都好的一個選擇。雖然看起來似乎非常殘忍，但卻是想要獨自承擔痛苦的帥氣媽媽。                                                              |
| 金美秀 | 車妍智 | 35歲，瑜理的妹妹，性格爽朗，很喜歡運動，曾經是運動員。由於經常集訓和移地訓練，幾乎沒有一天待家裏。但爲了失去姐姐而痛苦的父母放棄了運動，成為了希望連姐姐的份都要擔起責任的長女。 |
| 申東美 | 高賢情 | 44歲，勤相的妻子，瑜理最好的朋友。 鋼和和瑜理的介紹人。雖然對不懂事的丈夫勤相來說是個有點可怕的人、對鋼和來說是個倔強的姐姐，但在瑜理離開以後，比誰都還照顧和擔心鋼和和棲旴。在社區內經營着一家小深夜餐廳“未生”。無論是5年前，還是5年後，她都堅守在瑜理身邊。 |
| 尹嗣捧 | 薇洞家 | 53歲，薩滿巫師，負責管理和監督地上的鬼魂，也是瑜理的照顧者。 |
| 李施優 | 張弼昇 | 30歲，居住在寧靜納骨堂張大春家族鬼魂的兒子，擁有無法超越的完美外貌與聰明才智的富二代飛行員。9歲的時候目睹了爸爸、媽媽、姐姐在交通事故中身亡，只有他僥倖存活，就這樣在9歲的人生中，遇到了悽慘的不幸。多虧了有錢的財閥爺爺，由奶媽扶養長大，雖然長得很帥，但總是孤獨，而且不懂得照顧自己。                                                                                           |

### 曹鋼和周邊人物
| 演員   | 角色   | 介紹 |
| 安內相 | 莊教授 | 55歲，東盛大學胸腔及心血管外科教授，是鋼和的堅強後盾。                                                       |
| 吳義植 | 桂勤相 | 38歲，東盛大學附設醫院醫師，高賢情的丈夫，鋼和的摯友，是一位可因風格而生風格而死，「品生品死」的精神科醫師。 |

### 寧靜納骨塔人物
| 演員   | 角色         | 介紹 |
| 潘曉靜 | 鄭貴順       | 因擔心女兒英愛的病情，而無法前往陰間地獄的罵人鬼奶奶。                                                                                                   |
| 崔大成 | 權萬石       | 成美子的丈夫，與妻子一起被安置在安東權氏家族團。生前在宗家長大，在祖先面前威風凜凜，但死後被骨灰堂女人虐待而崩潰，鬼魂資歷56年。                         |
| 裴海善 | 成美子       | 權萬石的妻子，與丈夫一起被安置在安東權氏家族團。生前是安東權氏家族的兒媳婦。一輩子做宗家媳婦死而後已，厭煩的婆家生活即使苦役，也沒有怨言，鬼魂資歷55年。 |
| 金大坤 | 張大春       | 張弼昇的父親，因交通事故一家四口只剩下9歲兒子張弼昇僥倖存活，鬼魂資歷22年。                                                                              |
| 朴恩惠 | 徐鳳燕       | 張弼昇的母親，因交通事故一家四口只剩下9歲兒子張弼昇僥倖存活，鬼魂資歷22年。                                                                              |
| 申秀妍 | 張英心       | 張弼昇的姐姐，因交通事故一家四口只剩下弟弟張弼昇僥倖存活，鬼魂資歷22年。                                                                                 |
| 沈完俊 | 沈金才       | 生前是放高利貸的流氓，鬼魂資歷6年。 |
| 李在宇 | 姜尚峯／姜斌 | 寧靜納骨塔的新幽靈。生前被爆料打假球和出櫃等負面新聞。                                                                                                   |
| 裴允京 | 朴惠珍       | 自殺前為任職於艾奇雜誌社的編輯，鬼魂資歷4年。 |

### 其他人物
| 演員       | 角色     | 介紹                              |
| 權恩成     | 桂夏俊   | 桂勤相與高賢情的兒子。            |
| 高恩敏     | 金惠秀   | 幼兒園老師、金判石的大女兒。      |
| 白賢珠     | 廚房阿姨 | 幼兒園廚房人員。                  |
| 朴宰俊 | 金赫振   | 幼兒園的孩子鬼魂，鬼魂資歷4個月。 |

### 特別出演
| 演員   | 角色   | 介紹                                                      | 出演集數 |
| 李中玉 | 地縛靈 | 出現在鋼和家裡的地縛靈。                                  | 1、10    |
| 李姃垠 |        | 桂勤相的媽媽。                                            | 4        |
| 李姃垠 | 徐冰姑 | 與勤相媽為雙胞胎，曾是一名《Oh 我的鬼神君》很靈驗的女巫。 | 7~8、10  |
| 李對淵 | 金判石 | 白會長的司機，金惠秀的爸爸。                              | 7~9      |
| 李炳俊 | 白三東 | MI集團會長，金判石的老闆。                                | 7、9     |
| 金瑟琪 | 申順愛 | 出現在鋼和家裡《Oh 我的鬼神君》的處女鬼                   | 10       |
| 楊慶元 | 鞠寶元 | 驅魔師                                                    | 10~15    |

## 原聲帶
- Part.1（發行日期：2020年3月1日）

| 曲序 | 曲目                                    | 演唱   | 时长 |
| ---- | --------------------------------------- | ------ | ---- |
| 1.   | 如星星般閃耀的時間 (별처럼 빛나는 시간) | 朴智敏 | 3:18 |
| 2.   | 如星星般閃耀的時間（Inst.）             |        | 3:18 |

- Part.2（發行日期：2020年3月8日）

| 曲序 | 曲目           | 演唱   | 时长 |
| ---- | -------------- | ------ | ---- |
| 1.   | Touch          | 金英根 | 4:49 |
| 2.   | Touch（Inst.） |        | 4:49 |

- Part.3（發行日期：2020年3月15日）

| 曲序 | 曲目          | 演唱 | 时长 |
| ---- | ------------- | ---- | ---- |
| 1.   | 給你 (너에게) | HEN  | 3:44 |
| 2.   | 給你（Inst.） |      | 3:44 |

- Part.4（發行日期：2020年3月22日）

| 曲序 | 曲目                  | 演唱 | 时长 |
| ---- | --------------------- | ---- | ---- |
| 1.   | 希望天空 (하늘바라기) | 素香 | 4:32 |
| 2.   | 希望天空（Inst.）     |      | 4:32 |

- Part.5（發行日期：2020年4月12日）

| 曲序 | 曲目                  | 演唱   | 时长 |
| ---- | --------------------- | ------ | ---- |
| 1.   | In The Night          | 朴宰正 | 4:22 |
| 2.   | In The Night（Inst.） |        | 4:22 |

## 收視率
| 集數       | 播出日期   | 標題                             | AGB收視率        | AGB收視率      |
| 集數       | 播出日期   | 標題                             | 大韓民國（全國） | 首爾（首都圈） |
| ---------- | ---------- | -------------------------------- | ---------------- | -------------- |
| 1          | 2020/02/22 | 人生充滿未知                     | 5.895%           | 6.209%         |
| 2          | 2020/02/23 | 被遺忘的季節                     | 6.111%           | 6.220%         |
| 3          | 2020/02/29 | 唯有死過才能明白人生的美麗       | 5.373%           | 5.384%         |
| 4          | 2020/03/01 | 沒有什麼事不會發生在我身上       | 6.519%           | 6.793%         |
| 5          | 2020/03/07 | 偶然轉為命運的所有時刻           | 5.663%           | 5.971%         |
| 6          | 2020/03/08 | 即便是臨死前，我最顧慮的還是家人 | 5.769%           | 5.745%         |
| 7          | 2020/03/14 | 花開花謝之處                     | 6.101%           | 5.958%         |
| 8          | 2020/03/15 | 不擅離別的人們                   | 5.428%           | 5.550%         |
| 9          | 2020/03/21 | 告別你的光芒，迎接新的光彩       | 5.859%           | 6.122%         |
| 10         | 2020/03/22 | 無法觸及的妳的位置               | 5.431%           | 5.930%         |
| 11         | 2020/03/28 | 我被賦予的人生                   | 5.324%           | 6.025%         |
| 12         | 2020/03/29 | 我被遺忘的日子                   | 5.227%           | 5.517%         |
| 13         | 2020/04/11 | 我看不見的故事                   | 4.707%           | 5.086%         |
| 14         | 2020/04/12 | 這不是你的錯                     | 4.226%           | 4.460%         |
| 15         | 2020/04/18 | 我人生中的明天                   | 4.795%           | 5.178%         |
| 16         | 2020/04/19 | 即便花瓣凋零，花依然永續長存     | 5.133%           | 5.737%         |
| 平均收視率 | 平均收視率 | 平均收視率                       | 5.473%           | 5.743%         |
| 特輯       | 2020/04/04 |                                  | 2.381%           | 2.689%         |

- 收視最低的集數以藍色表示，收視最高的集數以紅色表示，而空格則表示該集的收視沒有相關數據。

## 同時段作品

### 同時段競爭作品
週五六時段劇集
- SBS 金土連續劇：《Hyena》、《The King：永遠的君主》

週六時段劇集
- MBC 週末特別計劃連續劇：《沒有第二次》

### 同一劇集時段作品
週五六時段劇集
- JTBC 金土連續劇：《梨泰院Class》、《夫婦的世界》
- Channel A 金土連續劇：《怪咖！文主廚》

週末時段劇集
- KBS2 週末連續劇：《愛情是Beautiful，人生是Wonderful》、《結過一次了》

## 記事
- 演員李奎炯與申東美繼2019年播出的《醫生耀漢》後，再度合作。

## 外部連結
- 韓國tvN官方網站[]
- 哈囉掰掰，我是鬼媽媽-DAUM
- 在Netflix上觀看《哈囉掰掰，我是鬼媽媽》

| tvN 週末劇                                  | tvN 週末劇                                           | tvN 週末劇 |
| ------------------------------------------- | ---------------------------------------------------- | ---------- |
|                                             | （2020年2月22日 – 2020年4月19日）                    |            |
| 爱的迫降 （2019年12月14日 – 2020年2月16日） | 花樣年華－生如夏花 （2020年4月25日 – 2020年6月14日） |            |